# مجد الصباح (نبات)

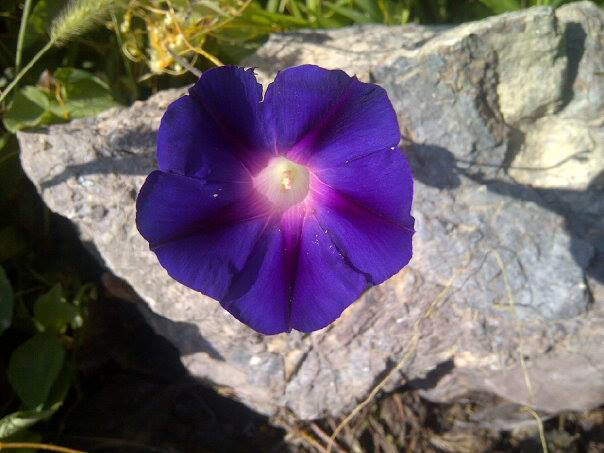
زهرة مجد الصباح

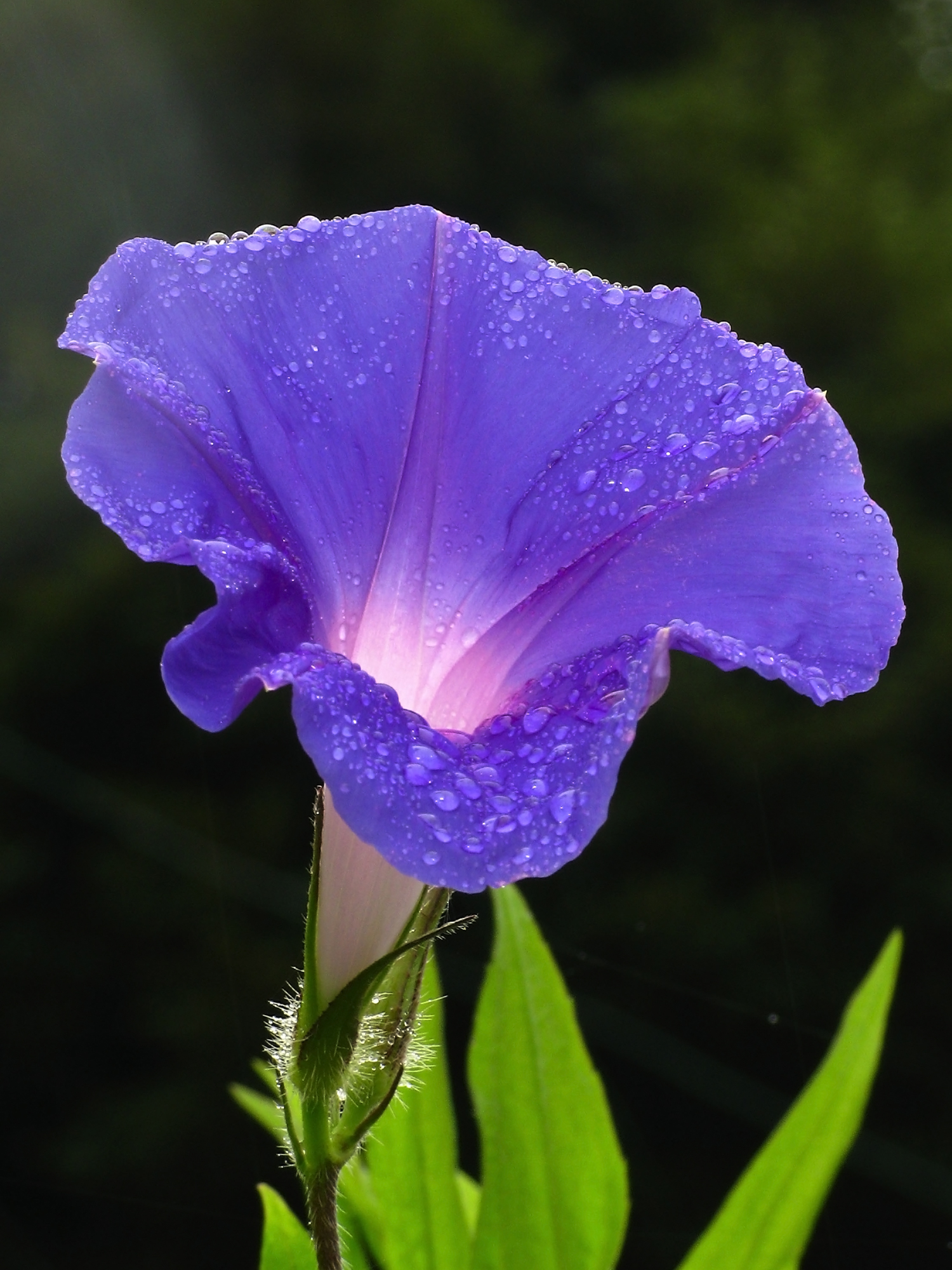
زهرة مجد الصباح من النوع Ipomoea nil

مجد الصباح (بالإنجليزية: Morning glory)، اسم مجموعة لأنواع نباتية تعد تقريبا أكثر من 1,000 وتتكون أساسًا من نباتات متسلقة، ويطلق عليها أيضًا نباتات نجمة الصباح، وتنمو نباتات هذه المجموعة في المناطق المدارية والمعتدلة في العالم. ويُعد نبات مجد الصباح أو نجمة الصباح ـ الذي يزرع في الحدائق ـ من بين أشهر النباتات في هذه المجموعة التي تشمل نباتات أخرى مثل: اللبلاب وزهرة القمر والمحمودة والبطاطس الحلوة أو البطاطا. وينمو نبات مجد الصباح بسرعة ويلتفّ حول أقرب الأشياء إليه. ويصل ارتفاع الساق إلى مابين ثلاثة وستة أمتار. ويُستخدم هذا النبات على نطاق واسع لتغطية الدِّعامات أو الأعمدة، والأسوار، والمداخل. ولنبات مجد الصباح البستاني أوراق على شكل القلب لونها أخضر داكن. أما الأزهار فهي على شكل قمع وذات مزيج متنوع من الألوان وظلال الألوان: الأرجواني والأزرق والأحمر والقرنفلي والأبيض. وتتفتح هذه الأزهار، ذات العطر، في الصباح ولكنها تنغلق فيما بعد في أثناء النهار، في ضوء الشمس. وقد تُنقع البذور في الماء لمدة ليلة فيصبح غلاف البذرة ليّـنًا مما يسهل عملية الإنبات. وهناك أنواع يابانية من نبات مجد الصباح يصل قُطر الزهرة فيها إلى 18سم، ولون أزهارها خليط من الأرجواني والوردي والبنفسجي.

## صور

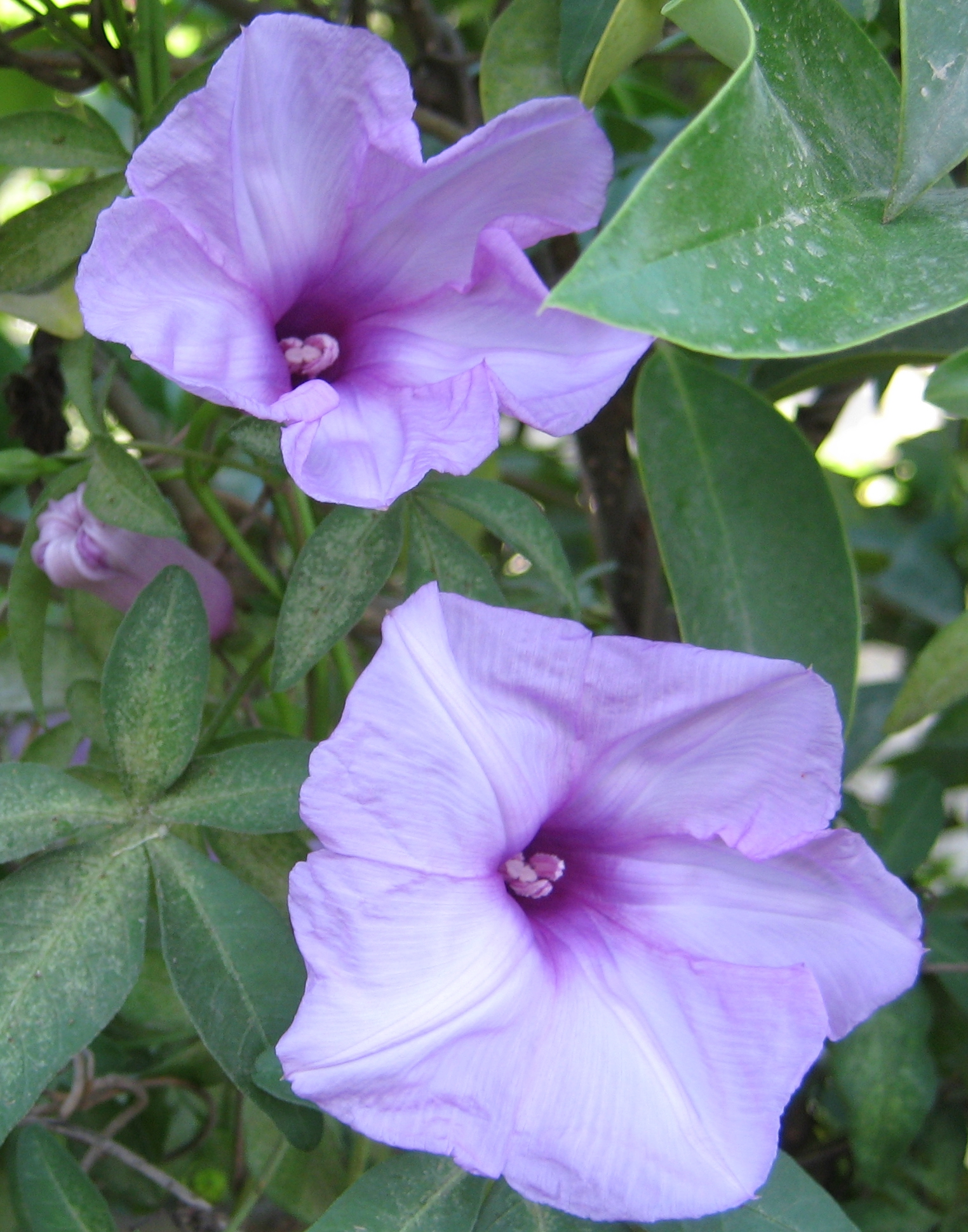
زهرة مجد الصباح (شب النهار)
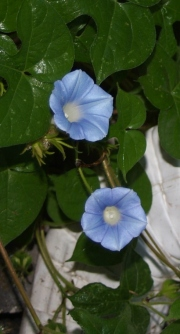
زهرة مجد الصباح زرقاء (حب النيل  [لغات أخرى]‏)
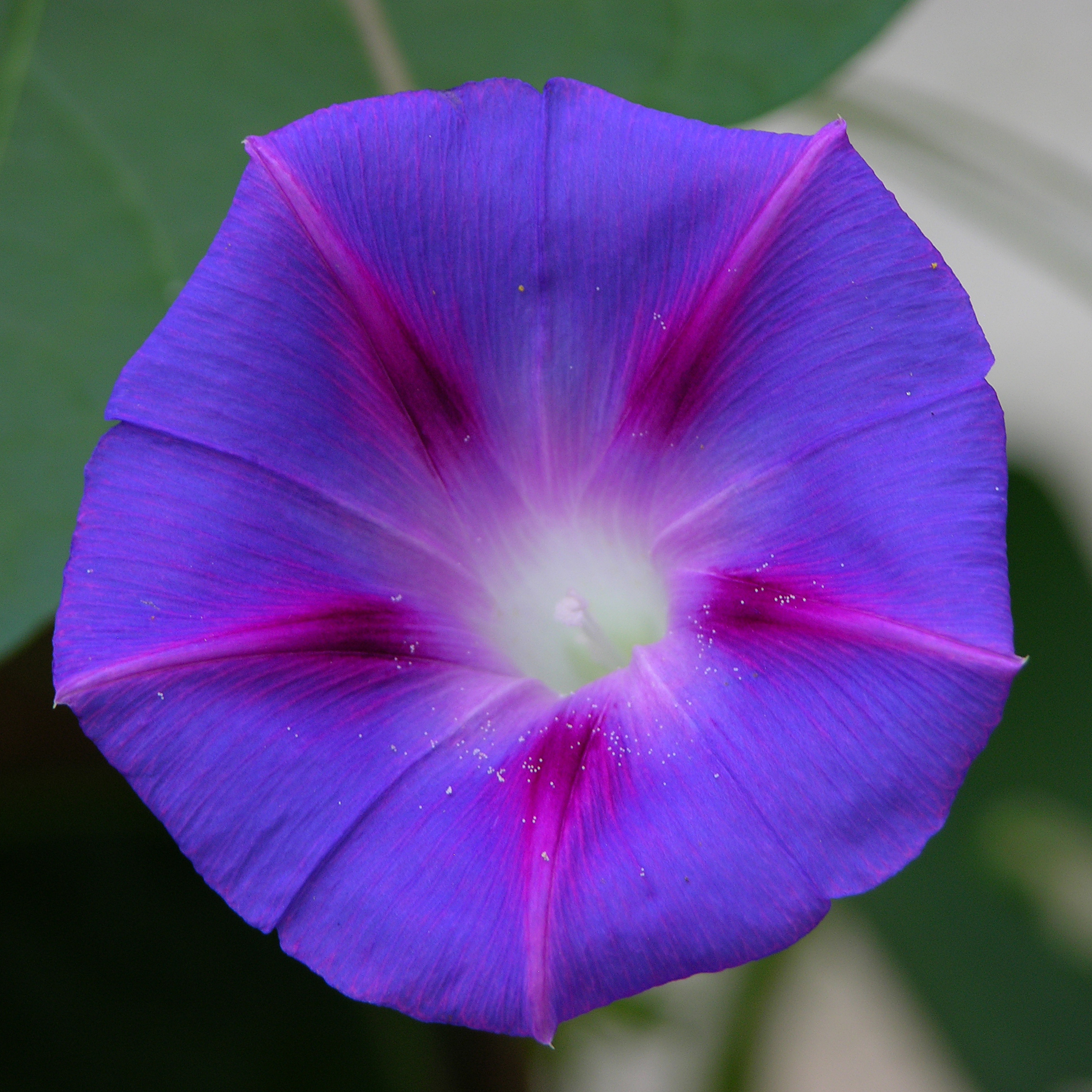
زهرة مجد الصباح زرقاء وبنفسجية (أثمان أرجواني)
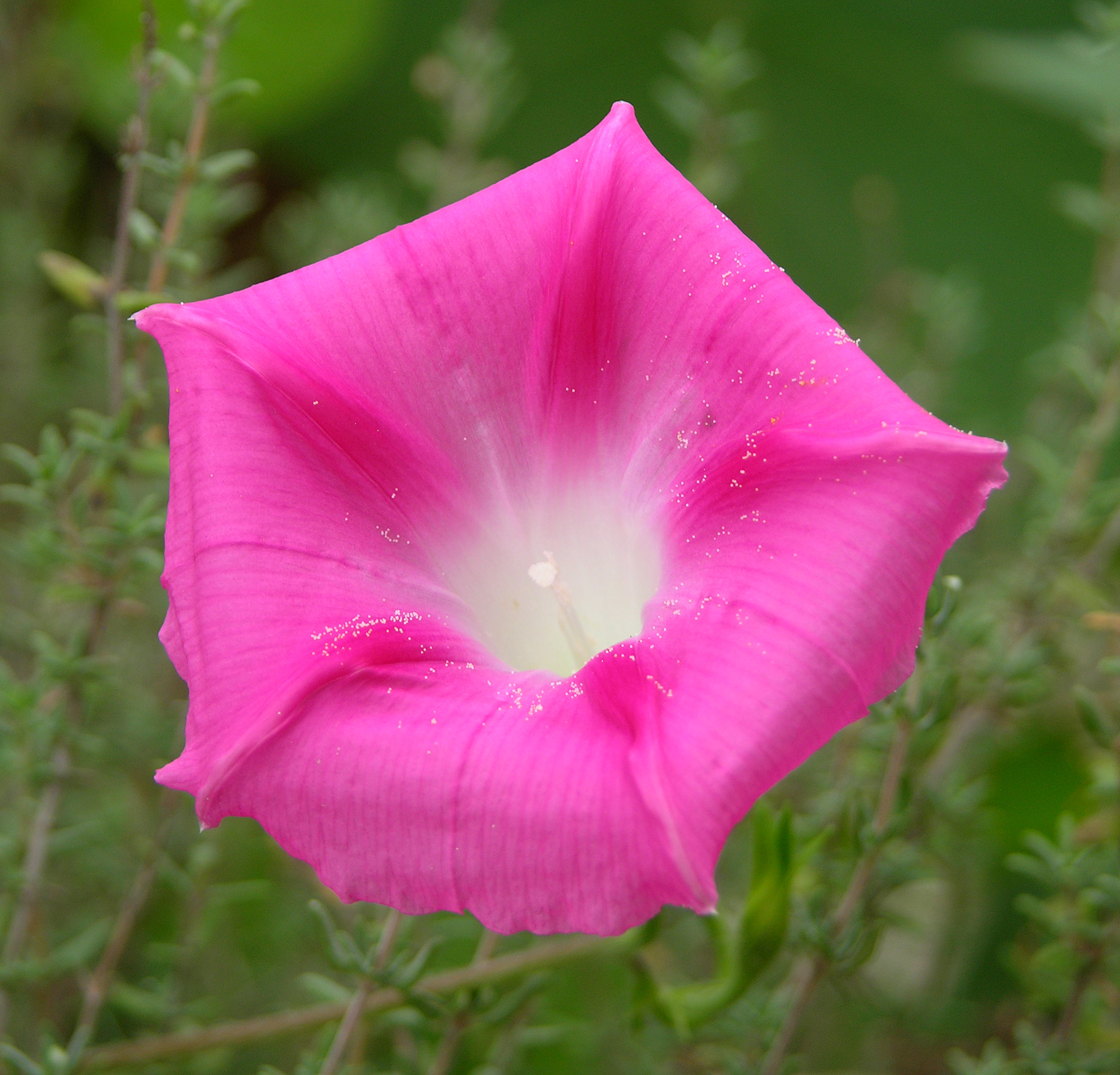
زهرة مجد الصباح وردية بالكامل (Ipomoea carnea)
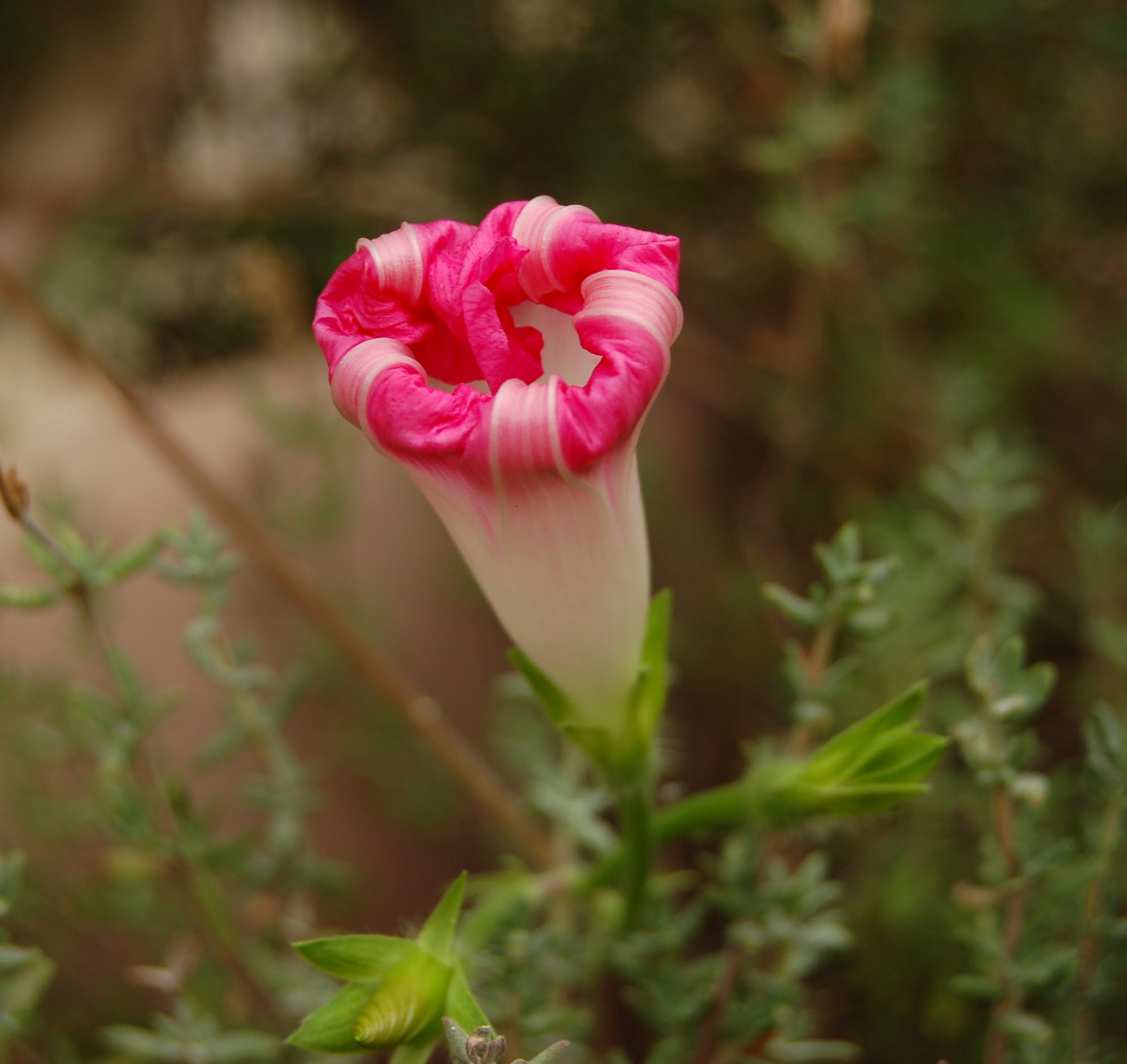
عرض جانبي لزهرة مجد الصباح أثمان أرجواني جزئيًا في فترة ما بعد الظهر
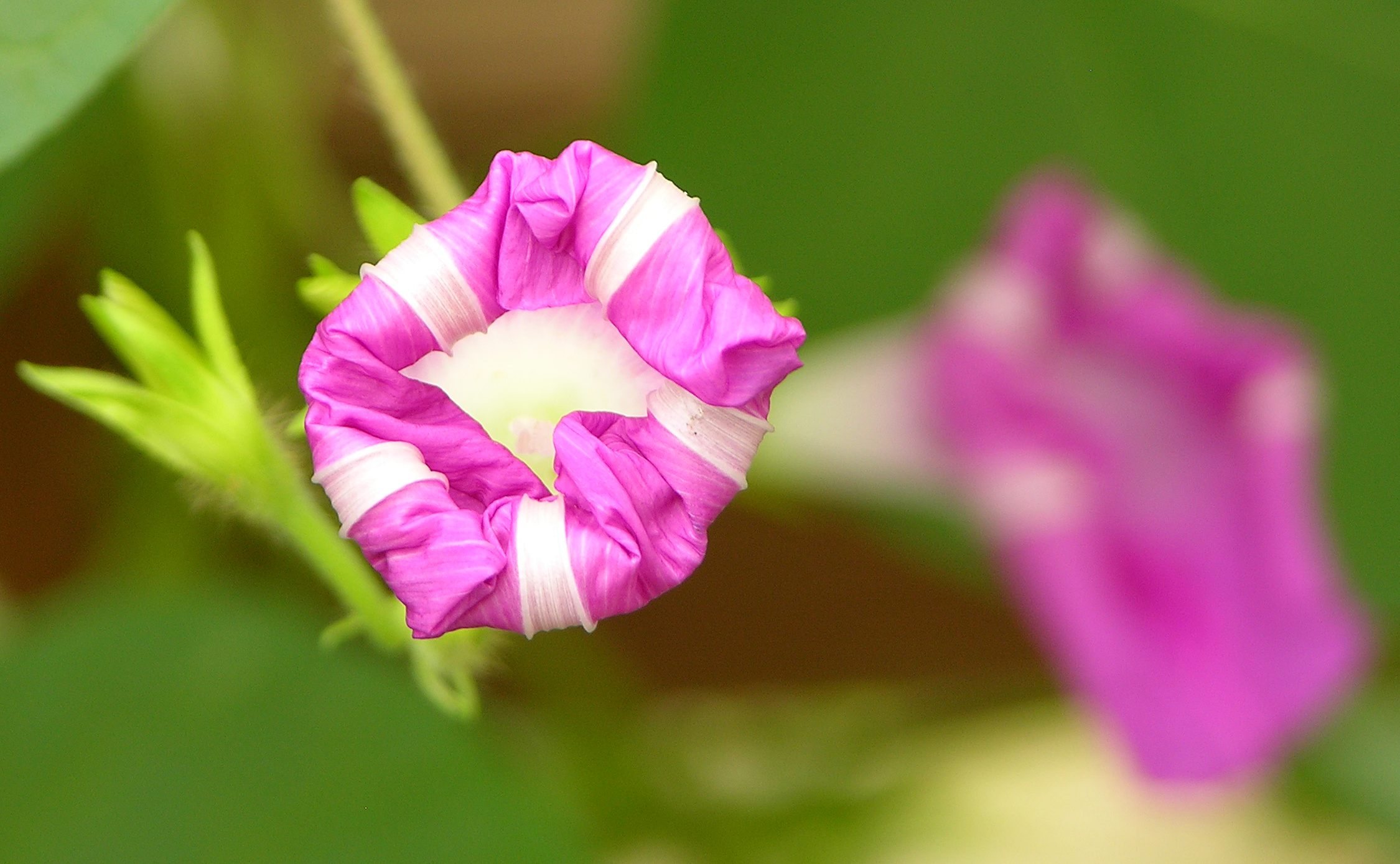
الجزء العلوي من زهرة مجد الصباح أثمان أرجواني جزئيًا في فترة ما بعد الظهر
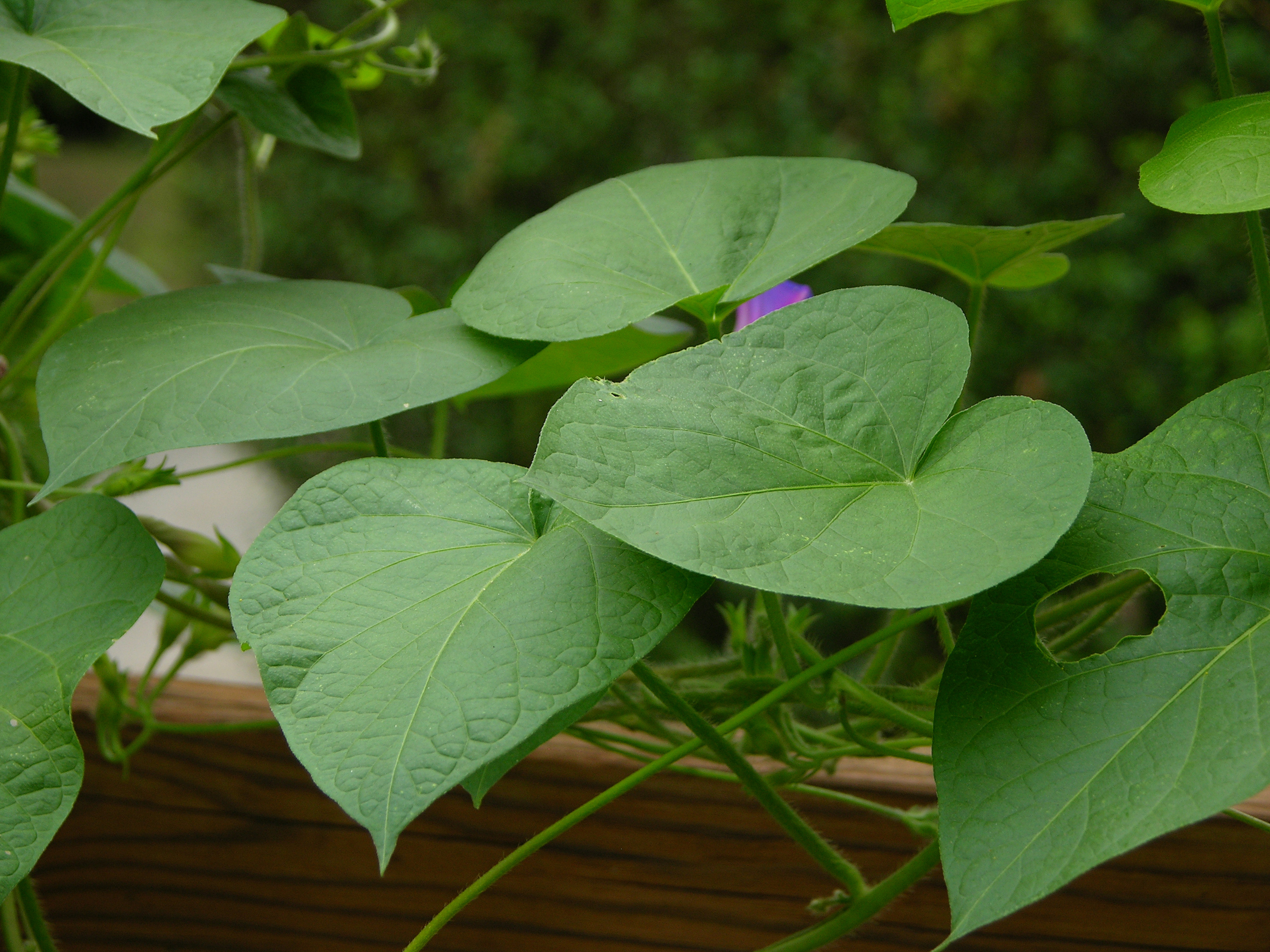
أوراق زهرة مجد الصباح الشائعة (أثمان أرجواني)
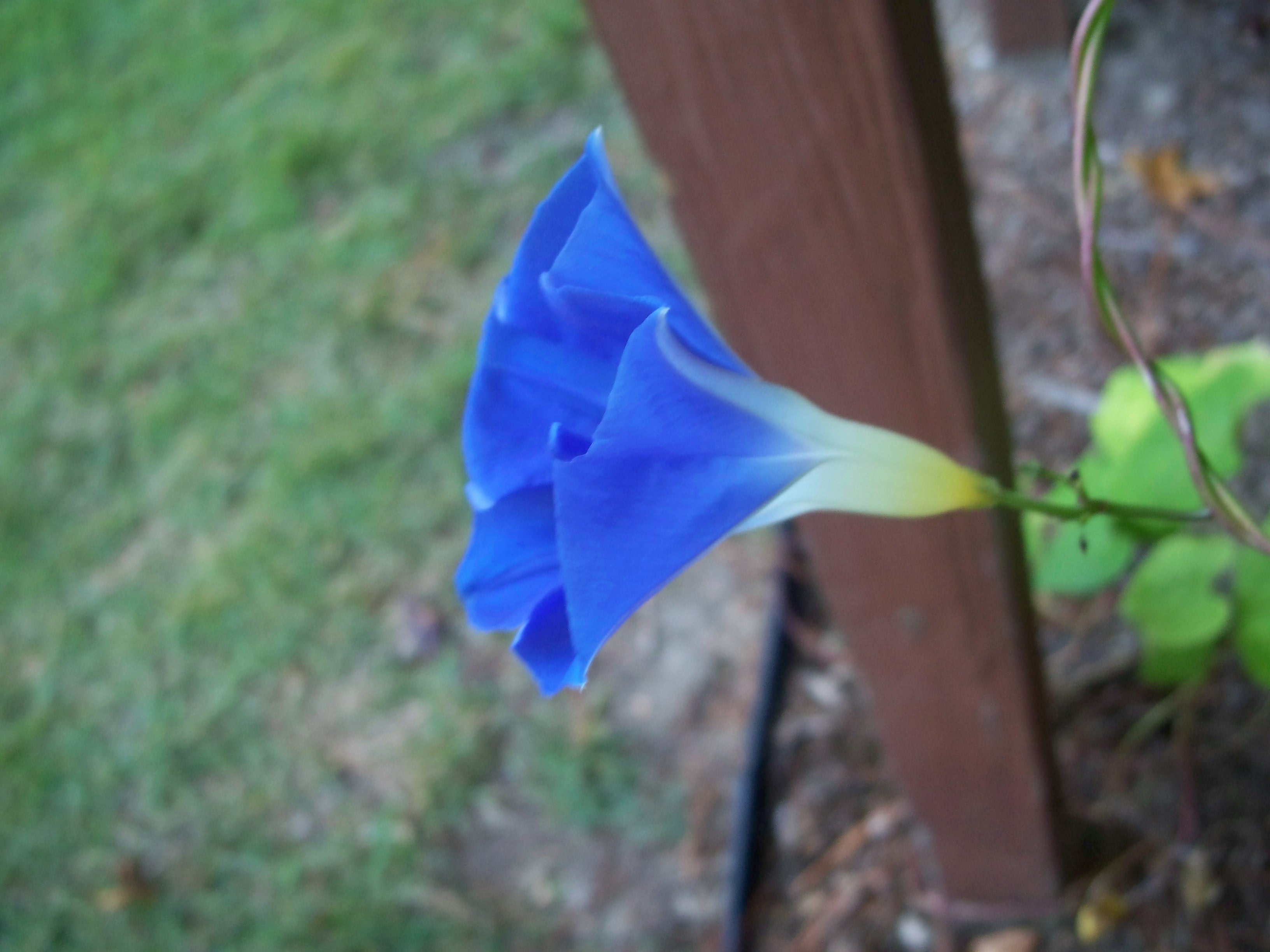
زهرة مجد الصباح الزرقاء في مرحلة التفتح (Ipomoea indica)
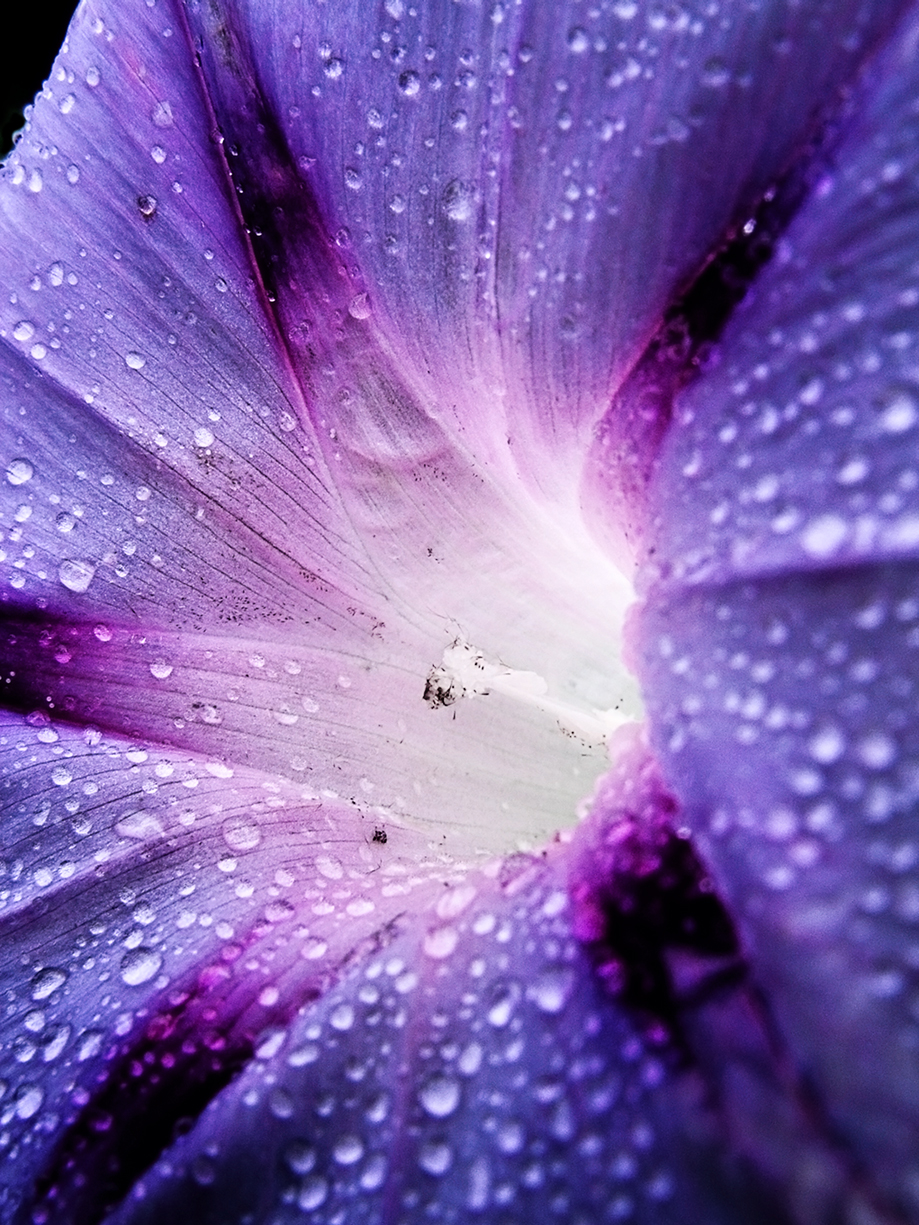
صورة مقربة لزهرة مجد الصباح الزرقاء (Ipomoea indica)
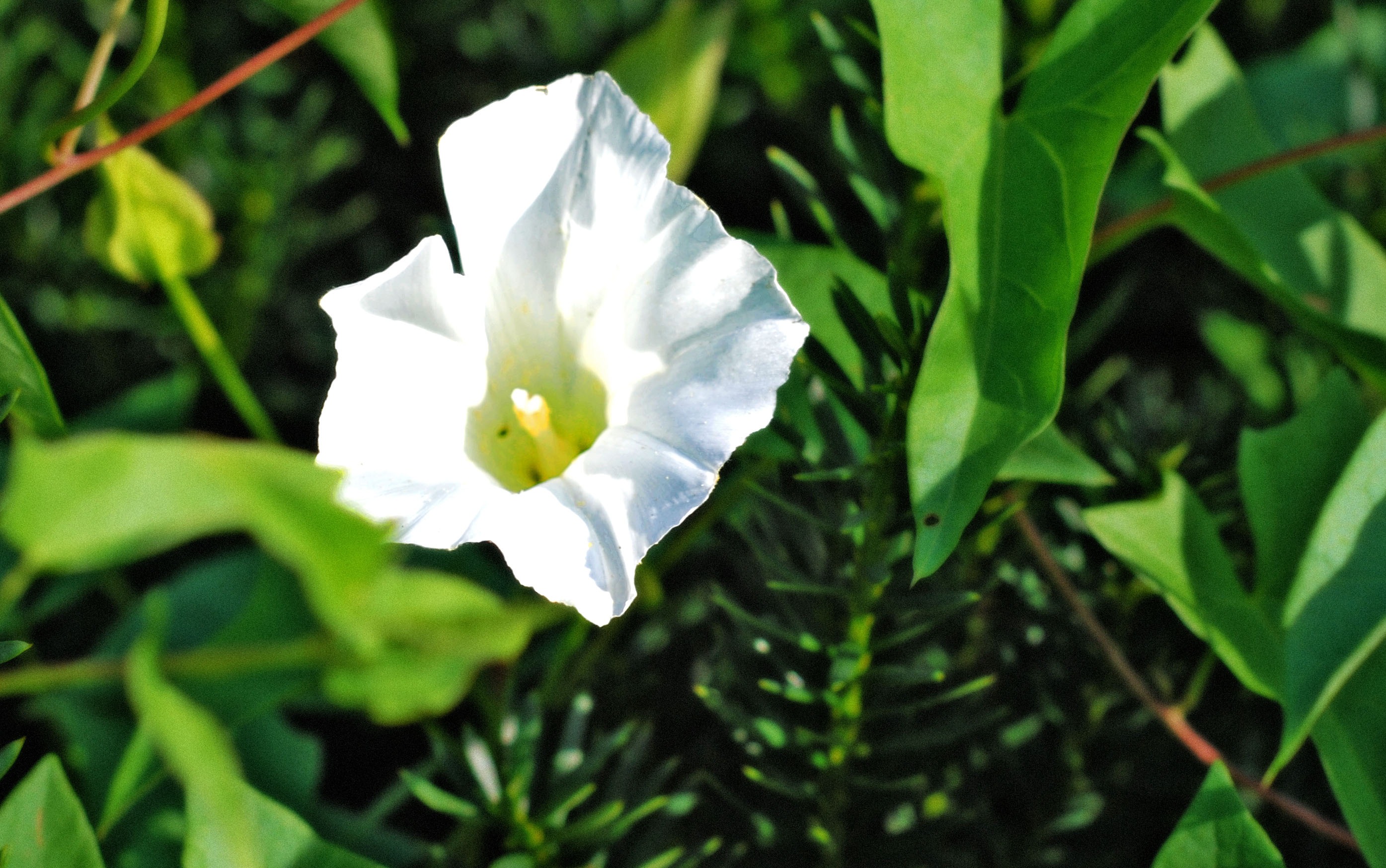
صورة مقربة لزهرة لبلاب السياجات
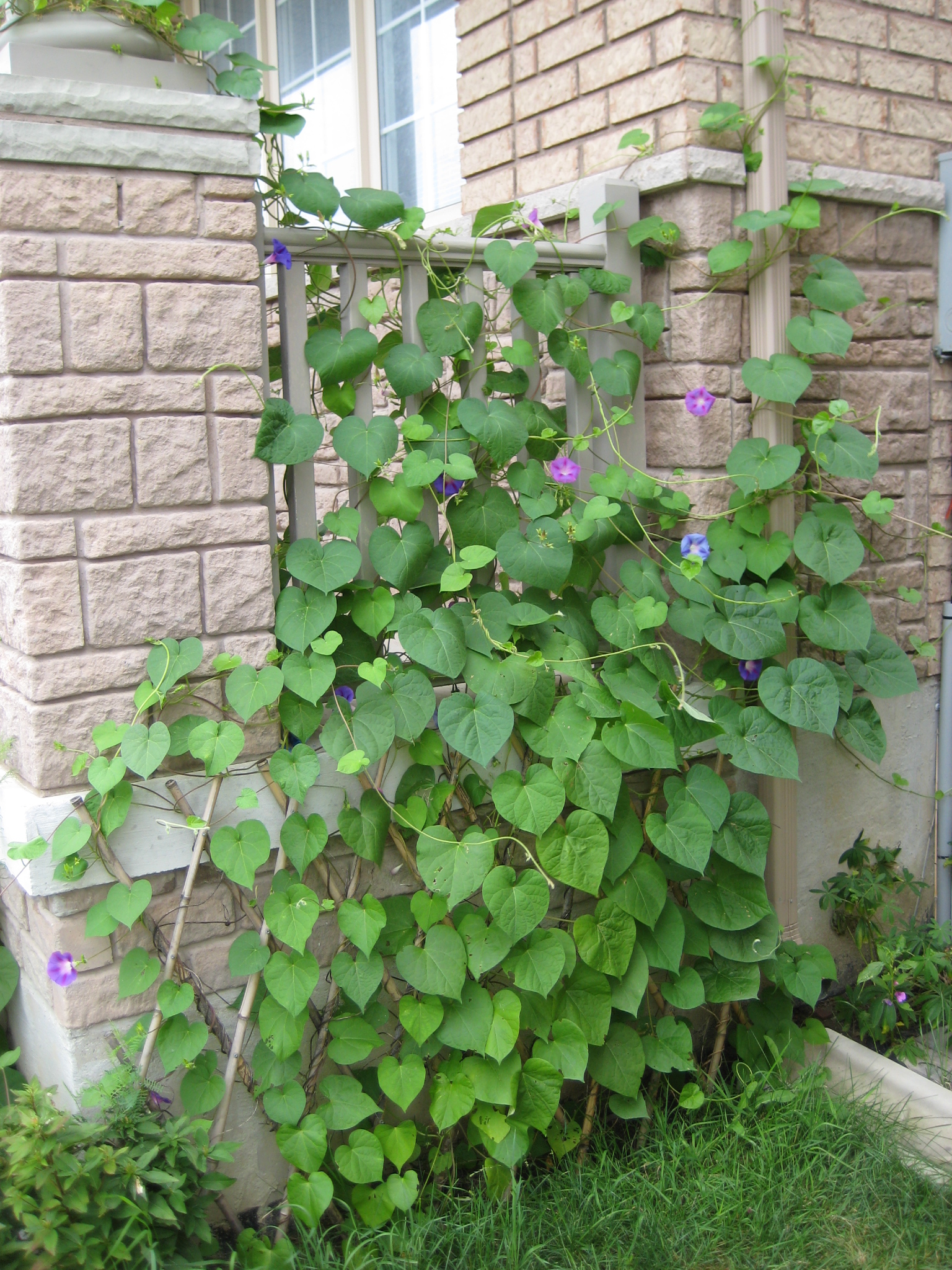
نبات مجد الصباح المتسلق (أثمان أرجواني)
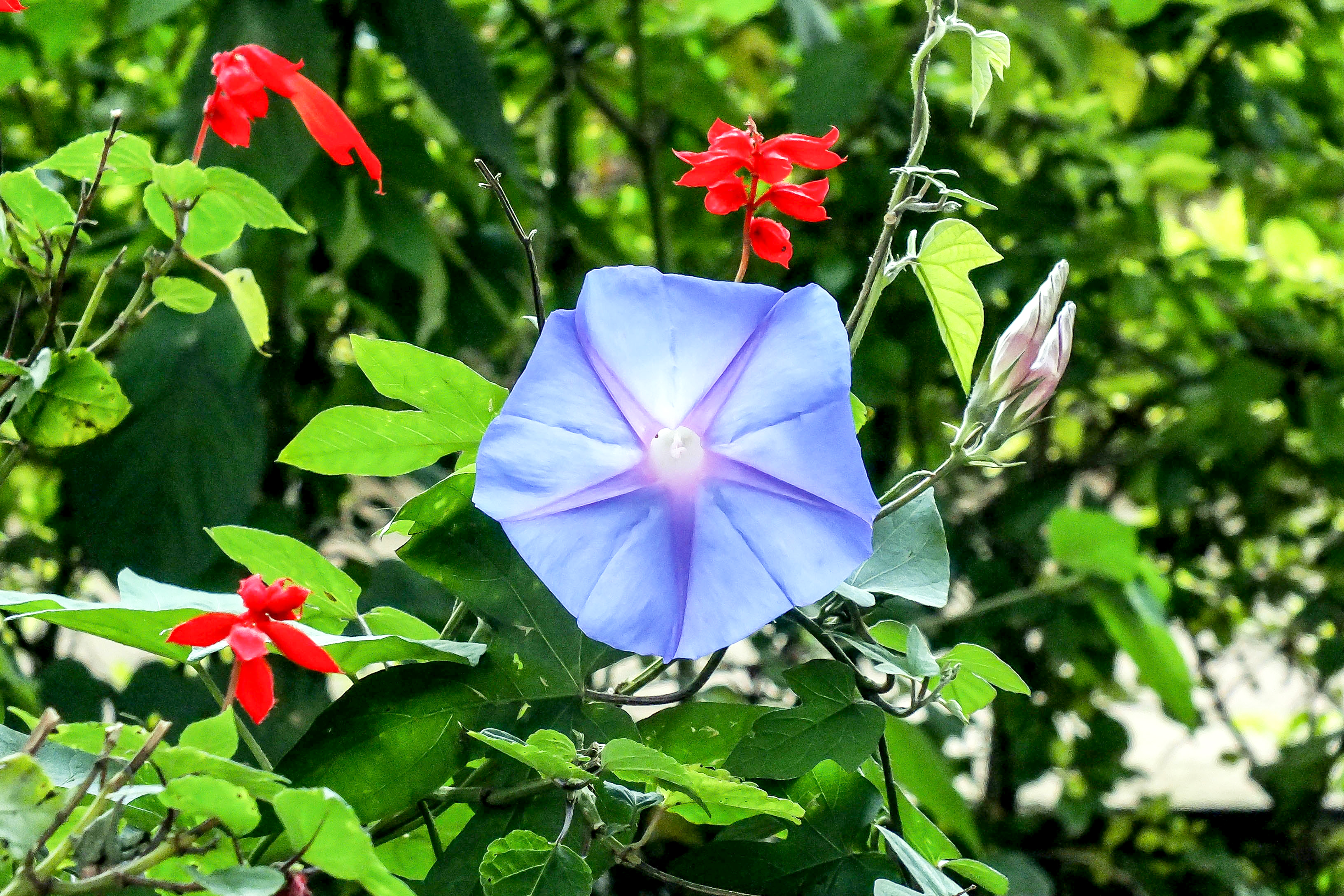
زهرة مجد الصباح الزرقاء (Ipomoea indica)